# مطار كلينتون الوطني
مطار بيل وهيلاري كلينتون الوطني (بالإنجليزية: Clinton National Airport) هو مطار مدني عسكري يقع شرق ليتل روك سيتي عاصمة ولاية أركنساس الأمريكية في الولايات المتحدة. تأسس في 1931. وهو المركز الرئيسي الثامن لخطوط أميركان إيرلاينز الجوية وتستقبل ألفي وجهة سنويا من أميركان إيرلاينز ويونايتد إيرلاينز وخطوط عبر العالم الجوية والخطوط الجوية الشرقية وخطوط غرب أمريكا الجوية. تشغله لجنة مطار ليتل روك المحلي.
هو أكبر مطار تجاري في أركنساس، وقد خدم أكثر من 2.1 مليون مسافر في العام الممتد من مارس 2009 حتى فبراير 2010. في حين أن مطار كلينتون الوطني ليس لديه رحلات ركاب دولية مباشرة، إلا أن لديه رحلات إلى 14 مدينة محلية. صنفته الخطة الوطنية لإدارة الطيران الفيدرالية (FAA) لأنظمة المطارات المتكاملة للفترة 2019-2023، والتي تم تصنيفها على أنها منشأة خدمات تجارية أساسية محورية صغيرة.

## شركات الطيران والوجهات

### الركاب
| شركـات طيـران           | الوجهات |
| ----------------------- | --- |
| أليجانت للطيران         | مطار اورلاندو سانفورد الدولي موسمي: Destin/Fort Walton Beach ‏، مطار لوس أنجلوس الدولي، St. Petersburg/Clearwater ‏                                                              |
| الخطوط الجوية الأمريكية | مطار شارلوت دوغلاس الدولي، مطار دالاس فورت ورث الدولي |
| إمريكان إيغل            | مطار شارلوت دوغلاس الدولي، مطار أوهير الدولي، مطار دالاس فورت ورث الدولي، مطار لاغوارديا، مطار رونالد ريغان الوطني موسمي: مطار ميامي الدولي                                    |
| خطوط دلتا الجوية        | مطار هارتسفيلد جاكسون |
| Delta Connection        | مطار لاغوارديا |
| خطوط فرونتير الجوية     | مطار دنفر الدولي |
| خطوط ساوث ويست الجوية   | مطار هارتسفيلد جاكسون، Dallas–Love، مطار دنفر الدولي، Houston–Hobby (تستأنف في 10 مارس 2024)، مطار هاري ريد الدولي، مطار سانت لويس الدولي موسمي: مطار فينيكس سكاي هاربر الدولي |
| United Express          | مطار أوهير الدولي، مطار دنفر الدولي، مطار جورج بوش الدولي |

| خريطة الوجهات |
| --- |
| Little Rock Dallas–Love مطار هارتسفيلد جاكسون مطار اورلاندو سانفورد الدولي مطار دالاس فورت ورث الدولي مطار جورج بوش الدولي Destin/Fort Walton Beach ‏ مطار هاري ريد الدولي مطار شارلوت دوغلاس الدولي مطار دنفر الدولي مطار أوهير الدولي مطار سانت لويس الدولي مطار لوس أنجلوس الدولي مطار فينيكس سكاي هاربر الدولي مطار ميامي الدولي St. Petersburg/ Clearwater ‏ مطار رونالد ريغان الوطني مطار لاغوارديا Destinations from Clinton National Airport · أحمر = الوجهات المنتظمة · أخضر = الوجهات الموسمية · أزرق = الوجهات المستقبلية |

## أهم الوجهات
| الرتبة | المدينة                    | الركاب  | الناقل                      |
| ------ | -------------------------- | ------- | --------------------------- |
| 1      | مطار هارتسفيلد جاكسون      | 245،510 | دلتا، ساوث ويست             |
| 2      | مطار دالاس فورت ورث الدولي | 176،050 | الأمريكية                   |
| 3      | Dallas–Love Field، Texas   | 111،220 | ساوث ويست                   |
| 4      | مطار دنفر الدولي           | 98،240  | فرونتير، المتحدة، ساوث ويست |
| 5      | مطار شارلوت دوغلاس الدولي  | 89،620  | الأمريكية                   |
| 6      | مطار أوهير الدولي          | 80،750  | الأمريكية، المتحدة          |
| 7      | مطار جورج بوش الدولي       | 70،230  | المتحدة                     |
| 8      | مطار سانت لويس الدولي      | 63،970  | ساوث ويست                   |
| 9      | مطار رونالد ريغان الوطني   | 19،950  | الأمريكية                   |
| 10     | مطار هاري ريد الدولي       | 19،530  | فرونتير، ساوث ويست          |

## أحداث وحوادث
في 1 يونيو 1999:تحطمت رحلة الخطوط الجوية الأمريكية رقم 1420 تحت ممر معدني علي ضفة نهر أركنساس علي بعد أقل من 3 أمتار من مطار ليتل روك بينما كانت تحاول الهبوط في عاصفة رعدية مات 11 شخصا من بينهم الطيار ونجا 133 شخصا من بينهم مساعد الطيار من الحادث وتسبب خطأ الطيارين بحادث تحطم رحلة الخطوط الجوية الأمريكية رقم 1420

## روابط خارجية
- Fly-LIT.com, official website
- Aerial image as of March 2001 from الماسح الجيولوجي الأمريكي الخريطة الوطنية الأمريكية
- Airfield photos from U.S. Civil Air Patrol في أرشيف الإنترنت(أرشفت في  سبتمبر 23, 2006)
- مخطط الإف إيه إيه للمطار (PDF), صالح لتاريخ 3 يونيو 2010
- FAA Terminal Procedures for LIT, effective خطأ: زمن غير صحيح.
- مصادر لهذا المطار:
  - من AirNav: معلومات المطار ل KLIT
  - من ASN: تاريخ الحواث لLIT
  - من FlightAware: معلومات المطار ل ومتعقب حي للرحلات
  - من NOAA/NWS: اخر ملاحظات الطقس
  - من SkyVector: وثيقة الطيران ل KLIT
  - من FAA: تأخير المعلومات حي LIT